# Thomas Galloway
Thomas Galloway (South Lanarkshire, 26 de fevereiro de 1796 — 1 de novembro de 1851) foi um matemático escocês.
Entrou na Universidade de Edimburgo em 1812, onde destacou-se em matemática. Em 1823 foi instrutor de matemática na Real Academia Militar de Sandhurst, e em 1833 tornou-se atuário da Amicable Life Assurance Office, a mais antiga instituição do gênero em Londres, onde permaneceu até falecer em 1851. Foi um escritor prolífico, muitas vezes anônimo. Seu artigo mais notável, "On the proper motion of the solar system", foi publicado no Philosophical Transactions de 1847. Contribuiu massivamente com a sétima edição da Encyclopædia Britannica, e também escreveu diversos artigos científicos para o Edinburgh Review e algumas outras revistas. Seu artigo "probability" na enciclopédia foi publicado em separata.